# Borawskie (gmina Przytuły)
Borawskie – wieś w Polsce położona w województwie podlaskim, w powiecie łomżyńskim, w gminie Przytuły.
Wierni kościoła rzymskokatolickiego należą do parafii Krzyża Świętego w Przytułach.

## Historia
W dniu 8 grudnia 1426 roku książę mazowiecki, Janusz I, nadał braciom Dobiesławowi, Stanisławowi i Mikołajowi z Borawego (ostrołęckie) 10 włók ziemi położonych koło wsi Rostusz (obecnie Obrytki) w parafii Przytuły. Wieś nazywana była Borawice, a następnie przyjęła nazwę Borawskie. Bracia pieczętujący się herbem Cholewa przyjęli nazwisko Borawski. Prawa własności zostały potwierdzone w 1428 roku przez księcia Władysława I. W wyprawie wołoskiej króla Jana Olbrachta w 1497 roku wzięli udział Borawscy; Stanisław i Stefan z Borawic.
Prywatna wieś szlachecka Borawice położona była w drugiej połowie XVI wieku w powiecie radziłowskim ziemi wiskiej województwa mazowieckiego. 
W 1784 roku wieś była zaściankiem szlacheckim, zamieszkanym przez następujące rodziny: Borawscy, Filipkowscy, Jorscy, Łoszewscy, Mieczkowscy, Rupińscy, Święszkowscy.
W latach 1921–1939 wieś leżała w województwie białostockim, w powiecie kolneńskim (od 1932 w powiecie łomżyńskim), w gminie Przytuły.
Według Powszechnego Spisu Ludności z 1921 roku zamieszkiwało tu 178 osób w 33 budynkach. Miejscowość należała do miejscowej parafii rzymskokatolickiej w m. Przytuły. Podlegała pod Sąd Grodzki w Stawiskach i Okręgowy w Łomży; właściwy urząd pocztowy mieścił się w m. Jedwabne.
W latach 1946-1975 miejscowość administracyjnie należała do województwa białostockiego. Natomiast w latach 1975-1998 miejscowość należała do województwa łomżyńskiego.